# Rudolf Herrmann (Archivar)
Rudolf Herrmann (geb. 23. Juni 1875 in Ruppersdorf; gest. 11. Juni 1952 in  Weimar) war ein evangelischer Theologe (Kirchenhistoriker) und  Archivar.

## Leben
Nach dem Theologiestudium in Leipzig, Erlangen und Halle/Saale arbeitete Herrmann ab 1900 zunächst für den Evangelischen Bund. 1903 wurde er Pfarrer in Oberweid. 1906 wechselte er als Diakonus nach Neustadt an der Orla, 1925 als Pfarrer nach Schönau. Nachdem er schon ab 1923 als nebenamtliches Mitglied im Landeskirchenrat der Thüringer Evangelischen Kirche gewirkt hatte, trat er 1932 als hauptamtliches Mitglied in den Landeskirchenrat ein. Hier übernahm er insbesondere die Funktion eines Sozialreferenten. Nach der Übernahme der NS-nahen Deutschen Christen in der Thüringer Landeskirche wurde er 1933 wurde er in den Wartestand versetzt. Er übersiedelte nach Weimar, wo er im Haus Am Horn 55 wohnte, und arbeitete dort an seiner Gesamtdarstellung der Thüringer Kirchengeschichte. 1938 übernahm er das neugeschaffene Amt eines Kirchenarchivwarts der Thüringer Evangelischen Kirche (mit Dienstsitz in Weimar). Er trat zum 1. April 1946 in den Ruhestand. Sein Nachfolger wurde Reinhold Jauernig, der bereits seit 1938 als sein Stellvertreter fungiert hatte.
Von 1946 bis 1950 war Herrmann Mitglied der Stadtverordnetenversammlung in Weimar, ab 1948 sogar deren Vorsteher. Er setzte sich dafür ein, dass Thomas Mann 1949 mit der Ehrenbürgerwürde ausgezeichnet wurde.

## Werk
Bereits in Neustadt an der Orla veröffentlichte er erste Untersuchungen zur regionalen Kirchengeschichte, für die er 1913 mit dem Staatspreis des Großherzogtums Sachsen-Weimar-Eisenach ausgezeichnet wurde. Besondere Schwerpunkte waren das Mittelalter und die Reformationszeit. Er war maßgeblich an der Gründung der Gesellschaft für thüringische Kirchengeschichte 1929 beteiligt und gab deren Zeitschrift Beiträge zur thüringischen Kirchengeschichte heraus. 1930 zeichnete die Theologische Fakultät der Universität Jena ihn mit der Ehrendoktorwürde aus.

## Schriften  (Auswahl)
- Die Generalvisitationen in den Ernestinischen Landen zur Zeit der Lehrstreitigkeiten des 16. Jahrhunderts (1554/55, 1562, 1569/70, 1573). In: Zeitschrift des Vereins für Thüringische Geschichte und Altertumskunde 30 (1914), S. 75–156.
- Die Reformation in Kirche und Schule des Großherzogtums Sachsen-Weimar-Eisenach Leipzig : Deichert, 1917.
- Die Wirkung der Napoleonischen Zeit auf die Weimarische Landeskirche, Weimar, Hofdruckerei 1917.
- Die Einführung der Reformation in Neustadt a. d. Orla, J. K. G. Wagner, 1927.
- Thüringische Kirchengeschichte. Bd. 1. Frommann, Jena 1937; Bd. 2. Böhlau, Weimar 1947; Reprint: Mit einem Geleitwort von Ernst Koch und einem Nachwort über den Autor von Dietmar Wiegand, Waltrop 2000